# إلسا مارتينيلي
إلسا مارتينيلي (بالإيطالية: Elsa Martinelli)‏ (30 يناير 1935 - 8 يوليو 2017) هي ممثلة، وعارضة، وممثلة أفلام، من إيطاليا، ولدت في غروسيتو.

## وصلات خارجية
- إلسا مارتينيلي على موقع IMDb (الإنجليزية)
- إلسا مارتينيلي على موقع روتن توميتوز (الإنجليزية)
- إلسا مارتينيلي على موقع ألو سيني (الفرنسية)
- إلسا مارتينيلي على موقع تيرنر كلاسيك موفيز (الإنجليزية)
- إلسا مارتينيلي على موقع أول موفي (الإنجليزية)
- إلسا مارتينيلي على موقع قاعدة بيانات الأفلام السويدية (السويدية)
- إلسا مارتينيلي على موقع إن إن دي بي (الإنجليزية)
- إلسا مارتينيلي على موقع ديسكوغز (الإنجليزية)
- إلسا مارتينيلي على موقع قاعدة بيانات الفيلم (الإنجليزية)
- إلسا مارتينيلي على موقع كينوبويسك (الروسية)